# Нинцзиншань
Нинцзиншань или Маркамшань — горный хребет, расположенный преимущественно на востоке Тибетского автономного района Китая. 
Является частью Сино-Тибетских гор. Граничит на севере с хребтом Русского Географического общества. Недалеко от административного центра Дечена переходит в хребет Юньлин. О вершинах северной части Нинцзиншаня известно мало. На юге хребта есть гора с неуточнённым названием, высота которой превосходит 5500 метров.
Служит водоразделом бассейнов рек Меконг и Янцзы (Цзиньшацзян).